# Stanisław Łubieński
Stanisław Łubieński herbu Pomian (ur. 1574 w Łubnej koło Kalisza, zm. 16 kwietnia 1640 w Wyszkowie) – biskup płocki, podkanclerzy koronny, sekretarz królewski; brat Macieja.

## Życiorys
Po ukończeniu kolegium jezuitów w Kaliszu, gdzie kształcił się w sztuce wojennej oraz prawie, studiował w Grazu, Rzymie, Perugii – doktor obojga praw. Od 1591 sekretarz królewski. Opat komendatoryjny w Tyńcu. Historyk, uważany za jednego z najwybitniejszych historyków XVII w. Był związany z królem Zygmuntem III i obozem kontrreformacji. W 1593 towarzyszył królowi w podróży do Szwecji. W 1613 przeprowadził uporządkowanie archiwum na zamku krakowskim, później w ciszy klasztoru tynieckiego, którego administrację powierzył mu król, zbierał materiały historyczne. Od 1614 był regentem kancelarii królewskiej, potem sekretarzem koronnym, a od 1622 biskup łucki, 1626 podkanclerzy koronny., 1627 biskup płocki, złożył pieczęć podkanclerską 1628 i gorliwie pracował nad podniesieniem swej diecezji. W 1624 otrzymuje sakrę biskupią na Wawelu, a w 1627 r.
Był autorem kroniki łacińskiej, zawierającej opis rokoszu Zebrzydowskiego.
Dbał o rozwój życia zakonnego, będąc aktywistą politycznym, tolerancyjnym wobec innowierców.
Swą bibliotekę przekazał kapitule płockiej. Był człowiekiem o rozległych zainteresowaniach, popierającym oświatę, przyjacielem Sarbiewskiego.
Był członkiem konfederacji generalnej zawiązanej 16 lipca 1632 roku. Był elektorem Władysława IV Wazy z województwa płockiego w 1632 roku, podpisał jego pacta conventa. W 1633 roku został wyznaczony senatorem rezydentem. W 1633 roku wszedł w skład komisji do wojny z Moskwą i organizacji wojska.
Jego dzieło historyczne: „De motu civili in Polonia libri V.” (wyszło w „Opera posthuma, historica..., edita ab executoribus testamenti” (1643), w którem niekiedy stronniczo, lecz zawsze jasno przedstawia osoby działające w rokoszu Zebrzydowskiego.

## Najcenniejsze dzieła
- Brevis narratio profectionis in Sueciam Sigismundi III..., 1593;
- De ortu, vita et morte Mathiae de Bużenin Pstrokoński... (1630);
- De motu civili in Polonia libri quatuor, Series. vitea, res gestes episcoporum Plocensium..., Kraków 1642;
- 'Opera posthuma historica historopolitica variigue discursus epistolae et aliquot orationes... (1643);
- Droga do Szwecji;
- Rozruchy domowe.